# 小澤みのり
小澤 みのり（おざわ みのり、10月14日 - ）は、日本の女性声優。東京都出身。アンドピクセル所属。

## 人物
特徴的なハイトーンボイスで耳を撫でたり殴ったりと、天真爛漫な本人の性格もあり、表情がくるくるとよく動く元気なキャラクターを得意としている。
趣味は、本屋に入ること、SF、アメコミ、ミステリー、ファンタジー。特技は、キャンプ、採血、英語、料理、球技。

## 出演
太字はメインキャラクター。

### テレビアニメ
- うーさーのその日暮らしシリーズ（2012年 - 2015年、りん） - 3シリーズ
- ぬきたし THE ANIMATION（2025年、渡会ヒナミ[2][3]）

### ゲーム
- ラズベリーキューブ（結月悠）
- 逆転オセロニア（コルルム）
- アイキス（桜田杏）
- 東方LostWord（リリーホワイト、河城にとり、フランドール、スターサファイア）
- レイジングループ（迷子の少年）

### ナレーション
- 誰が喚んだの!?～異世界とゲーム作りとリクルート召喚～ PV（ファミ通文庫）
- 熱血硬派くにおくん外伝 River City Girls　PV（アークシステムワークス）

### ラジオ
- 井上喜久子 魅惑のおしゃべりメロン（第231、232回ゲスト出演）
- 藤井青銅のウララジ（アシスタントパーソナリティー）

### デジタルコミック
- ぱらそる同盟（2021年、女子生徒[4]）
- メテオ・ストライク（2021年、智歩[5]）

### その他コンテンツ
- 熱血硬派くにおくん外伝 River City Girl プレイ動画（実況出演）